# مریماک (کالیفرنیا)
مریماک (به انگلیسی: Merrimac) یک منطقهٔ مسکونی در ایالات متحده آمریکا است که در شهرستان بیوت، کالیفرنیا واقع شده‌است. مریماک ۱٬۲۱۹ متر بالاتر از سطح دریا واقع شده‌است.